# Cmentarz wojenny w Rutce
Cmentarz wojenny w Rutce – cmentarz żołnierzy niemieckich i rosyjskich poległych w czasie I wojny światowej. Na cmentarzu spoczywa 561 (lub 565) żołnierzy niemieckich i 1534 rosyjskich. Jest to jeden z największych (pod względem liczby pochowanych żołnierzy) cmentarzy wojennych z I wojny światowej w województwie podlaskim.
Cmentarz znajduje się po wschodniej stronie drogi polnej z Rutki do Podwysokiego Jeleniewskiego, w odległości około 600 m od Rutki w kierunku południowym. Umiejscowiony jest na wzniesieniu opadającym w kierunku Czarnej Hańczy. Teren cmentarza ogrodzony jest drutem rozpiętym na betonowych słupkach. Brama zamknięta jest drewnianą furtką. Oś cmentarza jest zbliżona do kierunku północ-południe.
Cmentarz rozplanowany jest na rzucie koła o promieniu ok. 14,5 m. Składa się z czterech koncentrycznych kamiennych tarasów. Na trzech z nich znajdują się mogiły (pojedyncze i zbiorowe) oznaczone kwadratowymi betonowymi płytami z widniejącymi na nich krzyżami równoramiennymi. Na szczytowym tarasie, na wprost od bramy ustawiony jest betonowy krzyż łaciński z napisem Cześć poległem 1914 wyrytym na postumencie. Wokół krzyża znajdują się najprawdopodobniej zbiorowe mogiły żołnierzy rosyjskich. Po stronie zachodniej znajduje się głaz z wyrytym napisem w języku polskim i niemieckim informującym o liczbie pochowanych żołnierzy.
Cmentarz został odrestaurowany w 1998 roku ze środków Niemieckiego Narodowego Związku Opieki nad Grobami Wojennymi (Volksbund Deutsche Kriegersgräberfürsorge).
Obiekt znajduje się na liście zabytków województwa podlaskiego pod numerem 331.